# Giovanni Dolfin (doge)
Giovanni Dolfin (Venezia, 1303 circa – Venezia, 12 luglio 1361) è stato un politico, diplomatico e militare italiano, 57º doge della Repubblica di Venezia dal 13 agosto 1356 fino alla sua morte. Fu l'unico Doge della Repubblica proveniente dalla famiglia Dolfin.
Prima della sua elezione a Doge, prestò servizio, come era consuetudine per un nobile nella Serenissima, in missioni diplomatiche ed in qualità di generale militare e navale. Giureconsulto e eminente uomo di stato, all'età di 40 anni sedette nell'assemblea dei quarantuno.
Il Dolfin fu eletto nel 1356 in un momento durissimo per la sopravvivenza dello Stato veneziano. Impegnato in varie guerre nelle prime fasi della peste nera, nel 1348 Dolfin trattò per la prima volta col re d'Ungheria, che contese a Venezia il controllo della Dalmazia. Parallelamente a queste battaglie, Venezia fu coinvolta per la terza volta, dal 1350 al 1355, in una guerra su vasta scala con la Repubblica di Genova. Dopo essere stato eletto doge, Dolfin riuscì solo a sfondare da Treviso, assediata dall'Ungheria.
Anche se venne ricordato come un generale e Doge coraggioso e determinato, non riuscì a impedire la perdita della Dalmazia durante l'assedio di Zara e la crisi della città lagunare. Tuttavia s'impegnò con tutte le sue forze per limitare i danni della crisi veneziana, riuscendoci in parte. A seguito della perdita dei territori adriatici, il titolo del Serenissimo Principe cambiò da "Dei gratia Venetie, Dalmatie alque Chroatie dux" a "Dei gratia, dux Venetiarium etcetera", formula che rimarrà sino all'occupazione di Venezia da parte dei Francesi.

## Biografia

### Origini e famiglia

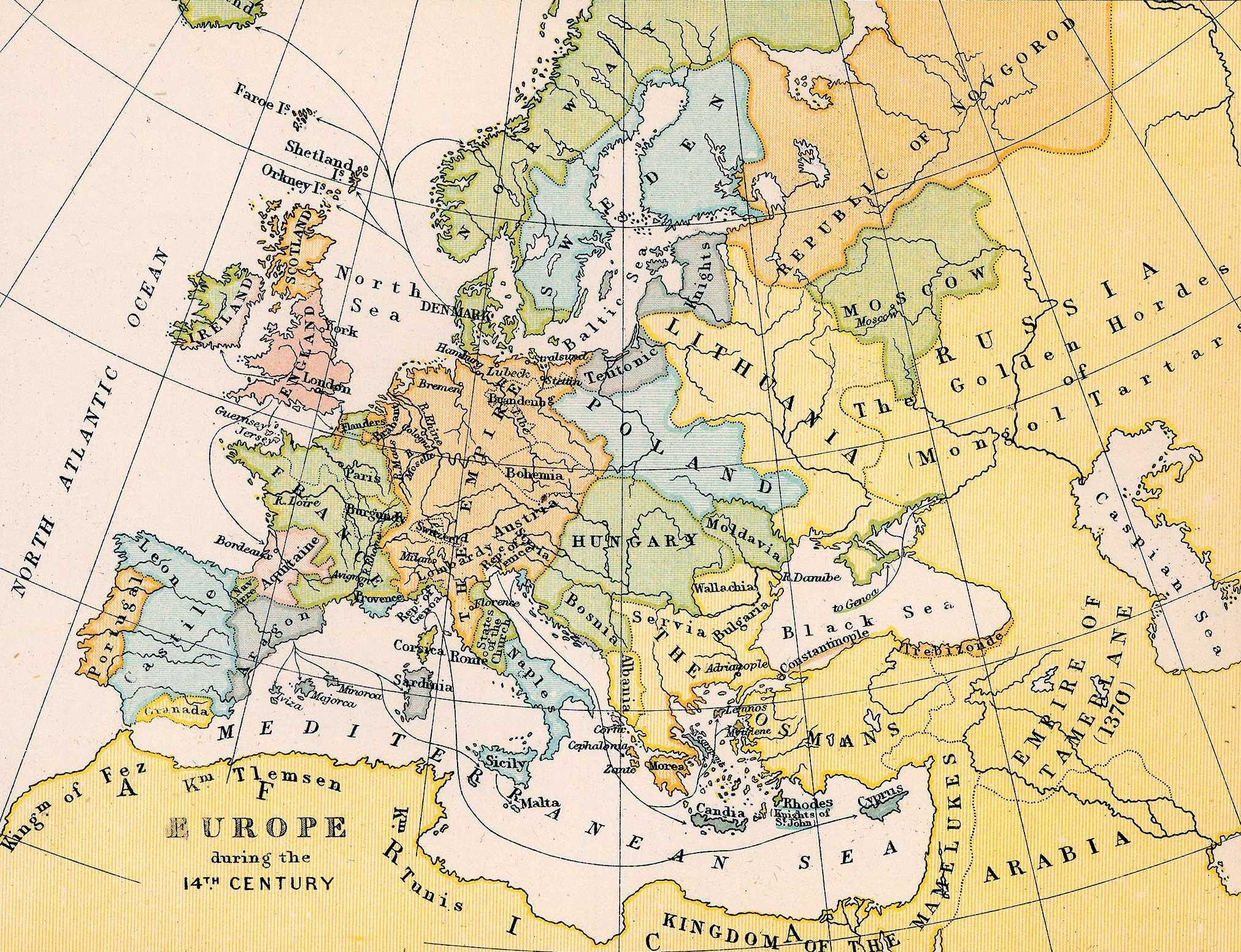
L'Europa nel XIV secolo.

Non è nota dalle attuali fonti storiografiche l'esatta data di nascita del Dolfin, tuttavia si ipotizza, in base alle documentazioni, che l'anno di nascita sia all'incirca il 1303.
Anche della madre non si hanno informazioni, nonché del fratello Daniele, il quale non risultò aver ricoperto cariche pubbliche. Si hanno però chiare informazioni sul padre Benedetto di Enrico "Rigo" Dolfin, dell'omonima famiglia del ramo Santi Apostoli, una delle casate del patriziato veneziano più ricche e potenti dell'epoca. Giovanni Dolfin, già da giovane, visse dunque in un vivo contesto politico: il padre fu attivo in politica specialmente dopo la serrata del Maggior Consiglio, in qualità di Procuratore di San Marco de Supra dal 1300, noto in quanto sventò la congiura tramata da Marin Bocconio.
Dopo la morte della prima ignota moglie, Giovanni Dolfin si risposò con Caterina Giustinian. Ebbe in tutto sette figli: tre maschi, ossia Benedetto, Pietro e Nicolò, e quattro femmine, ossia Cataruccia, Costanza, Lucia e Franceschina.

### Carriera politica e militare
Sembrano inattendibili alcune fonti che lo ricordino già nel 1312 come elettore del doge Giovanni Soranzo, mentre è più probabile che fosse tra quelli di Francesco Dandolo del 1329. Dell'attività politica del Dolfin si ritrovano tracce (ma potrebbero riferirsi a omonimi) tra gli anni venti e trenta del 1300.
Nel 1345 venne eletto giudice di petizion, inizialmente con alcune contestazioni ma infine con piena approvazione. Nello stesso anno divenne membro nella Quarantia per stabilire i finanziamenti militari da impiegare in Istria. Nel 1348 fu tra i comandanti della spedizione navale contro Capodistria, e con lui si potrebbe identificare un Giovanni Dolfin, Conte di Valle, nel 1350. Nell'autunno dello stesso anno si recò in missione, assieme ad altri esponenti delle famiglie del patriziato, con l'obbiettivo di sorvegliare il viaggio di ritorno di Ludovico di Ungheria, il quale stava lasciando il Regno di Napoli, per tutta la durata del suo tragitto in territorio veneziano.
Il 25 aprile 1350 venne eletto procuratore di San Marco de supra. Nel luglio successivo fu uno dei tre nuovi savi in Istria che affiancavano i tre preesistenti, con il compito di sorvegliare i movimenti di Alberto II d'Austria in Friuli; mantenne l'incarico anche quando fu nominato provveditore di Treviso. Nell'estate dello stesso anno fu inviato con gli altri savi nell'isola di Tenedo, vista la forte eventualità di un conflitto contro Genova. Nel 1351 partì al seguito di una piccola flotta, con a capo Niccolò Pisani, quale ambasciatore a Costantinopoli e, giunto presso l'imperatore, ratificò l'alleanza stipulata qualche tempo prima.
Dopo lo scoppio della guerra, all'attività diplomatica affiancò incarichi militari. Partecipò alla guerra degli Stretti del 1352 e ne annunciò il pesante esito al Senato, compresa la morte del capitano Pancrazio Giustinian. Fra il 1353 e il 1354 si ritrovò a Padova, a Verona e Mantova per costituire una lega antigenovese. In seguito fu nominato governatore dell'esercito con il compito di bloccare l'erezione di un ponte nemico sul fiume Po. Con l'aggravarsi della situazione bellica, il Dolfin si ritrovò nei ranghi propugnanti l'idea di una pace col re d'Ungheria. Ancora, in qualità di ambasciatore, cercò di mediare un accordo, fallendo: gli ungheresi scesero nel Trevigiano e assediarono Treviso, sostenuti dal Patriarcato di Aquileia, dal Ducato d'Austria e dai Carraresi, i quali divennero nemici dei veneziani. Fu così che tornò nell'assediata Treviso in qualità di provveditore.

### Dogato

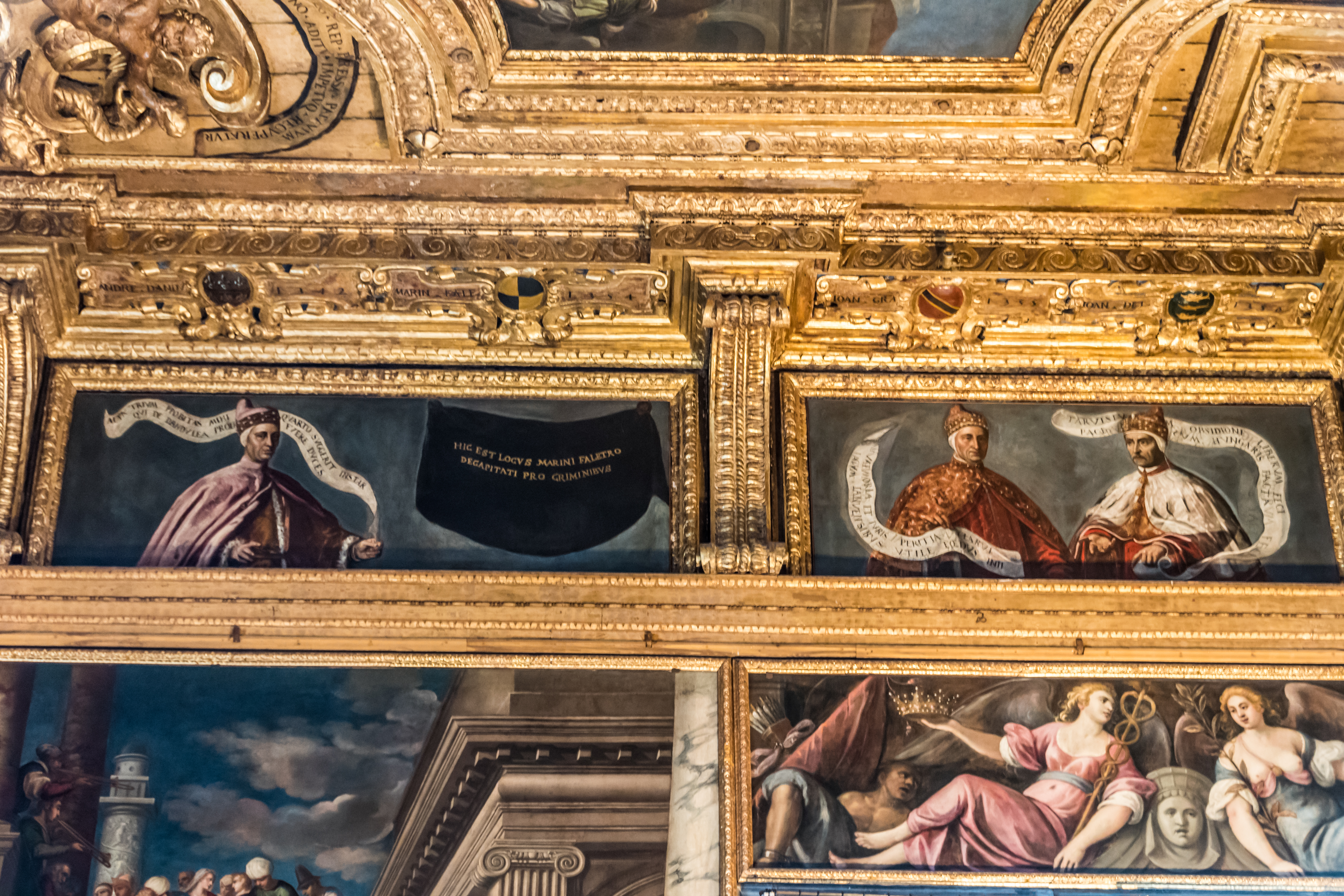
Ritratto di Giovanni Dolfin (primo da destra) presente nella Sala del Maggior Consiglio nel Palazzo Ducale.

Il quinquennale dogado del Dolfin iniziò il 13 agosto 1356, in seguito alla morte di Giovanni Gradenigo. Venne eletto proprio mentre si trovava nell'assediata Treviso, stretta nell'offensiva mossa da Luigi d'Ungheria. Da parte del Senato fu quasi una scelta obbligata vista la sua lunga esperienza in campo diplomatico e militare. Tuttavia l'elezione fu preceduta da un lungo dibattito attorno all'opportunità di eleggere un doge guercio, in quanto, secondo le cronache, Dolfin era allora tormentato da una forte cataratta all'occhio destro, infermità che si aggravò per le dure condizioni dell'assedio. Altra critica mossagli fu che era dotato di un carattere "superbissimo".
Falliti i tentativi di ottenere un salvacondotto dagli ungheresi per condurre il doge a Venezia, il Dolfin riuscì comunque a raggiungere la capitale approfittando del ritiro di gran parte degli assedianti (Treviso infatti stava dando prova di un'inaspettata resistenza). Scortato nel cuore della notte da cento cavalieri e duecento fanti (altri indicano ben seicento unità di cavalleria), raggiunse con una sortita Mestre, di lì Marghera, l'isola di San Secondo e il 25 agosto scese a Venezia, accolto da senatori e popolo della città acclamanti.
Nonostante le sue indiscusse doti politiche e militari, il doge subì una pesante sconfitta a Nervesa nel febbraio del 1358, che lo indusse a siglare la Pace di Zara con la quale cedeva la Dalmazia al Regno d'Ungheria. Dovette inoltre venire a patti con la Padova dei Carraresi, che si era espansa verso il Po. Francesco da Carrara si recò personalmente a Venezia, dove fu ricevuto con grande cerimonia e ospitato a San Polo. Ciò non impedì però a Carrara di costruire due fortezze sugli affluenti della terraferma, il Brenta e il Bacchiglione. In cambio, Venezia rinforzò con una lizza il Fusina.
Il possesso di Treviso sollevò la questione di come legittimarlo. Ancora una volta gli inviati partirono per la corte dell'imperatore Carlo IV. Ma le richieste dell'imperatore erano così elevate che inizialmente vennero richiamati due ambasciatori, Marco Corner e Giovanni Gradenigo. Fu soltanto con Lorenzo Celsi, successore del Dolfin come Doge, che ripresero le trattative. I due inviati, richiamati, vennero imprigionati anche nel territorio del Castellano di Segna. Nonostante anni di trattative con il duca d'Austria e il patriarca di Aquileia, una soluzione non fu trovata prima di marzo del 1362, dopo la morte di Dolfin.
Dal punto di vista economico, il commercio veneziano con l'Egitto musulmano fu visto con sospetto dallo Stato della Chiesa durante tutto il periodo delle Crociate. Con la fine degli stati crociati, infine sconfitti dai Mamelucchi d'Egitto, il commercio cessò nel 1291 e il paese fu dichiarato, tramite bolla papale, "terra vetita". Solo a partire dal 1344 iniziarono limitati scambi commerciali, e dal 1359 Venezia riprese i viaggi regolari con convogli navali diretti ad Alessandria d'Egitto. Nel frattempo, l'Egitto era diventato il più importante centro commerciale tra il mondo mediterraneo e l'Asia minore, e nei decenni successivi il ducato veneziano raggiunse una posizione di quasi monopolio nel commercio di monete d'oro. A questo proposito il Doge scrisse una lettera al Duca di Candia Pietro Badoer il 21 settembre 1358. Nello stesso anno, però, papa Innocenzo VI emetteva una bolla con la quale vietava il commercio con il sultano egiziano a causa della sua fede islamica e i veneziani, con i loro alleati greci in una spedizione crociata, distrussero la flotta corsara turca durante la Battaglia di Megara.

### Morte
Dolfin Morì il 12 luglio 1361 a Venezia, non riuscendo a contenere la pestilenza che stava allora affliggendo la città, recrudescenza della Peste Nera cominciata nel febbraio 1360 e diffusasi anche in Friuli e in Istria.
Nei primi tempi della storia della Serenissima non esistevano norme speciali per i funerali dei dogi, che avevano luogo senza grande pompa. I più antichi, fatti con solennità, furono proprio quelli del Dolfin. Il suo corpo venne portato nella Palazzo Ducale di notte con gli sproni d’oro calzati, lo stocco nella guaina e lo scudo alla rovescia ai piedi. Infine gli furono fatte le esequie nella basilica di San Marco con l’assistenza dei consiglieri e dei capi della Quarantia.
Su sua richiesta, fu sepolto nel presbiterio della basilica dei Santi Giovanni e Paolo. Il suo tumulo è ornato da un'opera lapicida dello scultore Andrea da San Felice. Agli inizi del XVIII secolo la sua tomba fu spostata in una cappella laterale per fare spazio alla tomba del doge Andrea Vendramin. Oggi è di fronte alla tomba di Marino Cavalli, podestà di Padova nel XVI secolo, sempre nella basilica.

### Eredità
Alla morte del Dolfin l'eredità da lui lasciata dimostrò l'unione fra la vita politica e l'interesse per la filosofia e la letteratura. Ciò è dimostrato dalla presenza di numerosi manoscritti e opere provenienti dalla sua biblioteca, posta successivamente in vendita dagli esecutori testamentari. Nel catalogo erano presenti numerose opere, tra cui quelle di Severino Boezio e di Dante Alighieri, tanto che in quell'occasione una copia della Divina Commedia con glosse venne venduta.

## Nella cultura di massa
- La trama del giallo di Donna Leon del 2000 Friends in High Places, ambientato nella Venezia contemporanea, coinvolge gli attuali discendenti (immaginari) della famiglia Dolfin, i quali sono eccessivamente orgogliosi della loro discendenza dal loro doge.[39]
- Giacomo Casanova scrisse un libro intitolato Di Aneddoti viniziani militari, ed amorosi del secolo decimoquarto sotto i dogadi di Giovanni Gradenigo e di Giovanni Dolfin, il quale parla di pettegolezzi durante le epoche dogali dei due dogi citati.[40][41]

### Riferimenti
1. 1 2 3 4 5 6 7 8 9 10 11 12 13 14 15 16 17  Bianchini, Treccani
2. ↑  Stefani, p. 920
3. 1 2 3 4  Fei, p. 141
4. 1 2 3 4  Tassini, p. 224
5. 1 2  Da Mosto, p. 88
6. ↑  Daru, p. 232
7. ↑  Romanin, p. 168
8. 1 2 3  Da Mosto, p. 87
9. 1 2  Cappelletti, p. 222
10. 1 2  Tomei, Viggiani, p. 133
11. 1 2  Brusegan, p. 146
12. 1 2  Fiorello, p. 118
13. 1 2  Daru, p. 230
14. ↑  Predelli, Vol. 5, 244
15. ↑  Cecchetti, p. 296
16. ↑  Cecchetti, p. 297
17. ↑  Matina, p. 173
18. ↑  Da Mosto, p. 18
19. 1 2 3  Da Mosto, p. 89
20. ↑  Romanin, p. 124
21. 1 2 3 4  Cicogna, p. 340
22. ↑  Daru, pp. 225–226
23. ↑  Diedo, p. 141
24. 1 2 3 4  Diedo, p. 143
25. 1 2  Papadopoli, p. 194
26. 1 2  Verci, p. 233
27. 1 2  Daru, p. 225
28. ↑  Romanin, p. 199
29. ↑  Fiorello, p. 119
30. ↑  Lucio, p. 235
31. ↑  Thiriet 1958, p. 241
32. ↑  Fei, p. 142
33. ↑  Cicogna, p. 341
34. 1 2  Da Mosto, p. 27
35. ↑  Cecchetti, p. 299
36. ↑  Da Mosto, p. 90
37. ↑  Da Mosto, p. 133
38. ↑  Buckley, Feltrinelli
39. ↑   Donna Leon, Friends in High Places, Heinemann, 2000,  pp. passim, ISBN 978-0-434-00421-8.
40. ↑  Casanova, passim
41. ↑   Giacomo Casanova, Di aneddoti Viniziani militari ed amorosi del secolo 14. sotto i dogadi di Giovanni Gradenigo e di Giovanni Dolfin, Venezia, Modesto Fenzo, 1782. URL consultato il 16 aprile 2025.

### Annotazioni
1. ↑  In base alla fonte storiografica può variare come Benetto, Bello, Bellerio o Bellerino.
2. ↑  Rispettivamente Stefano Morosini, Nicolò Venier, Almorò Gradenigo, Marino Soranzo und Pancrazio Zen.
3. ↑  Il testo della pergamena contiene il riassunto del quinquiennale dogado del Dolfin in una frase: "Taruisium obsidione liberum feci pace cum hungaris inita", ossia "Ho liberato Tarvisium dall'assedio, dopo aver concluso la pace con gli Ungari".